# Firestone (Colorado)
Firestone è un centro abitato (town) degli Stati Uniti d'America, situato nella contea di Weld dello Stato del Colorado. Nel censimento del 2000 la popolazione era di 1.908 abitanti.

## Geografia fisica
Secondo i rilevamenti dell'United States Census Bureau, Firestone si estende su una superficie di 13,9 km².